# Seferışıklar, Osmangazi
Seferışıklar là một xã thuộc quận Osmangazi, tỉnh Bursa, Thổ Nhĩ Kỳ. Dân số thời điểm năm 2011 là 189 người.